# Pijemontski jezik
Pijemontski jezik (ISO 639-3: pms; pijemonteški, piemontèis), jedan od pet galoitalskih jezika kojim govori preko 3 106 000 Pijemonteza (2000 WCD) iz sjeverozapadne Italije (Pijemont), te nepoznat broj u Australiji i SAD-u. Jezik ima dva dijalekta, alto i basso Piemontese. Bilingualni u talijanskom.

## Vanjske poveznice
- Ethnologue (14th)
- Ethnologue (15th)